# Ruffec, Charente
Ruffec är en kommun i departementet Charente i regionen Nouvelle-Aquitaine i västra Frankrike. Kommunen ligger  i kantonen Ruffec som ligger i arrondissementet Confolens. År 2022 hade Ruffec 3 394 invånare.

## Befolkningsutveckling
Antalet invånare i kommunen Ruffec
Referens:INSEE